# Neotoma bryanti
Neotoma bryanti är en däggdjursart som beskrevs av Clinton Hart Merriam 1887. Neotoma bryanti ingår i släktet egentliga skogsråttor, och familjen hamsterartade gnagare. Inga underarter finns listade i Catalogue of Life.
Vuxna exemplar är 163 till 203 mm långa (huvud och bål), har en 123 till 187 mm lång svans och väger 150 till 300 g. Bakfötterna är 29 till 42 mm långa och öronen är 23 till 38 mm stora. Pälsen på ryggens topp har en svartbrun färg och den får samma färg som lera vid kroppssidorna. På undersidan förekommer vitaktig päls. Arten har mörka fotleder men själva fötterna är vita.
Arten är känd från halvön Baja California (Mexiko) och från sydvästra Kalifornien. Habitatet utgörs av buskskogar med glest fördelade barrväxter och sandig mark. Boet byggs av torra blad och av andra växtdelar. Två honor som fångades i april var dräktiga. Arten lever i låglandet och i bergstrakter upp till 2600 meter över havet. Neotoma bryanti är nattaktiv.
Arten påverkas av personer som samlar ved. På öar dödas flera exemplar av katter och hundar. Hela populationen minskar marginal. IUCN kategoriserar arten globalt som livskraftig (LC).